# Ophrys barbaricina
Ophrys barbaricina är en orkidéart som beskrevs av M.Allard och Maria Pia Grasso. Ophrys barbaricina ingår i ofryssläktet, och familjen orkidéer.
Artens utbredningsområde är Sardinien. Inga underarter finns listade i Catalogue of Life.